# Dronfield Woodhouse
Dronfield Woodhouse är en ort i civil parish Dronfield, i distriktet North East Derbyshire, i grevskapet Derbyshire, i England. Ward hade 1 946 invånare år 2021. Dronfield Woodhouse var en civil parish 1894–1935 när blev den en del av Dronfield. Civil parish hade 976 invånare år 1931.